# هیچ انسانی غیرقانونی نیست

لوگوی «هیچ انسانی غیرقانونی نیست» به زبان آلمانی

هیچ انسانی غیرقانونی نیست شبکه‌ای بین‌المللی و غیرمتمرکز است که برای حمایت از پناهندگان و مهاجرانی فعالیت می‌کند که به‌طور غیرقانونی در کشوری اقامت دارند. فعالان این شبکه ابتکاراتی را برای حمایت از مهاجران غیرقانونی که در کشور به‌طور غیرقانونی اقامت دارند و در معرض اخراج از کشور هستند، انجام می‌دهند. این شبکه کمپین‌هایی راه‌اندازی کرده و تجمعاتی برگزار کرده تا توجه بیشتری به وضعیت پناهندگان جلب کند. این کمپین ابتدا در آلمان تحت عنوان «هیچ انسانی غیرقانونی نیست» (به آلمانی: Kein Mensch ist illegal) آغاز شد و سپس به کشورهای دیگری از جمله کانادا و بلژیک گسترش یافت. عبارت «هیچ‌کس غیرقانونی نیست» مفهوم تابعیت را به عنوان شرط قانونی برای دسترسی و مشارکت در حوزه‌های اجتماعی و سیاسی به چالش می‌کشد.

## آلمان
اولین استفاده از این عبارت به برندهٔ جایزهٔ نوبل و بازماندهٔ هولوکاست، الی ویزل در سال ۱۹۸۸ نسبت داده می‌شود، که عبارت «هیچ انسانی غیرقانونی نیست» را در یک اطلاعیه در کمپین ملی برای حقوق مدنی و انسانی سالوادوری‌ها به کار برد.
«هیچ انسانی غیرقانونی» نیست در سال ۱۹۹۷ در نمایشگاه هنری "documenta X" در کاسل تأسیس شد. پس از چند هفته، هزاران فرد و همچنین ۲۰۰ گروه و سازمان به این جنبش پیوستند که خواستار «کمک به مهاجران برای آغاز و ادامهٔ مسیرهایشان جهت دریافت کار و مدارک، مراقبت‌های پزشکی، آموزش و پرورش و آموزش‌های حرفه‌ای و تضمین محل سکونت و بقای فیزیکی» بدون توجه به وضعیت مهاجرتی‌شان بودند. تأسیس این جنبش پس از مرگ مهاجر بازگردانده شده، عامر عجیب، به دست پلیس فدرال آلمان رخ داد. در پی مرگ عجیب، کمپین «کلاس بازگرداندن» اهداف خود را به سمت شرکت‌های هواپیمایی که در بازگرداندن مهاجران مشارکت داشتند، معطوف کرد. این کمپین در سال ۲۰۰۱ با همکاری گروه لیبرتاد به یک تظاهرات آنلاین انجامید. «هیچ انسانی غیرقانونی نیست» و «کلاس بازگرداندن» توجه گزارش سالانهٔ حفاظت از قانون اساسی آلمان را به دلیل ارتباط‌های ادعایی با «سیاست‌های چپ تندرو» جلب کرده‌اند.

## سوئیس
سازمان Bildung für Alle (آموزش برای همه) در سوئیس وظیفهٔ خاص خود را دارد که تلاش می‌کند اقامت قانونی دائم برای مهاجران به دست آورد. این سازمان مدرسهٔ خودگردان زوریخ را تأسیس کرد، پروژه‌ای مردمی که آموزش برای همه را فراهم می‌کند و توسط مهاجران و همچنین مردم محلی سوئیس اداره می‌شود.

## کانادا

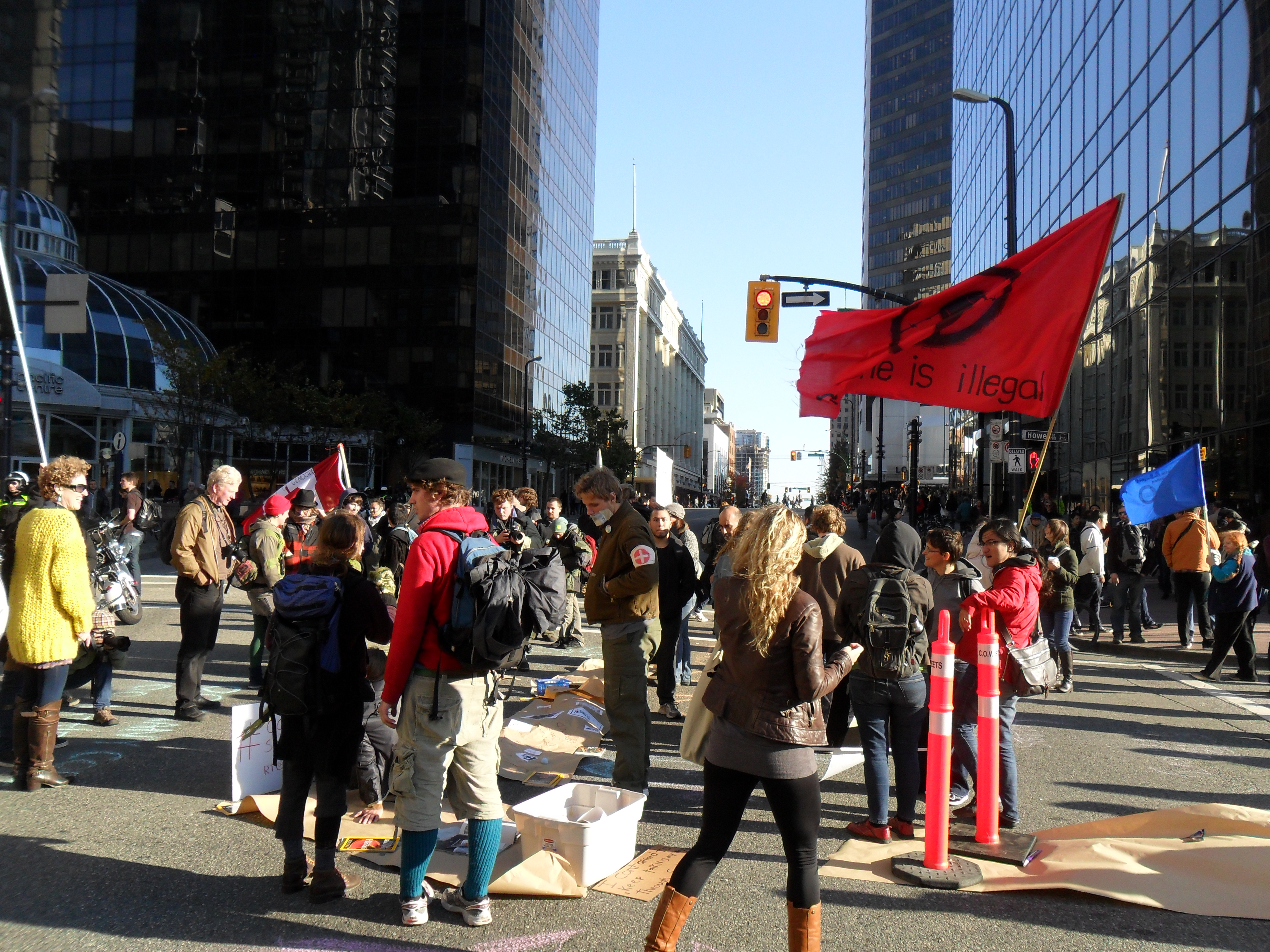
معترضان «هیچ‌کس غیرقانونی نیست» در تظاهراتی در ونکوور در سال ۲۰۱۱

شبکه‌ای از سازمان‌های غیرانتفاعی در چندین شهر کانادا از جمله وینیپگ، ونکوور، تورنتو، هالیفاکس، فردریکتون، اتاوا، مونترال و لندن تشکیل شده است.